# ويليام بروس إليس رانكين

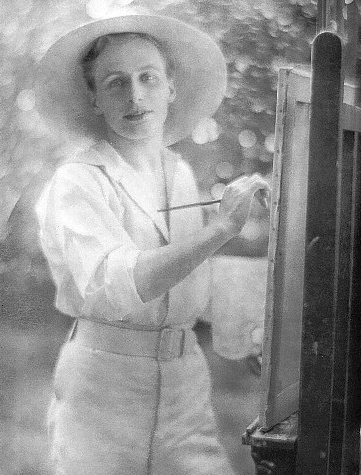
رانكين بعدسة البارون أدولف دي ماير، 1902

كان ويليام بروس إليس رانكين ولد في 11 أبريل 1881 - وتوفى في 31 مارس 1941  وهو فنان بريطاني وأحد هواة الجمال الإدواردي. ولد في إدنبرة، اسكتلندا، لوالده روبرت بيرت رانكين، وهو محامٍ ثري وناجح، وزوجته ماري. التحق بكلية إيتون ثم انتقل إلى مدرسة سليد للفنون تحت وصاية هنري تونكس. كان زميله الممثل إرنست ثيسيجر، الذي أصبح صديقًا مدى الحياة ورسمه رانكين عام 1918،  وتزوج أخت رانكين جانيت رانكين عام 1917.